# Élections municipales de 2021 dans Le Haut-Richelieu
Pour un article plus général, voir Élections municipales de 2021 en Montérégie.
Cet article concerne les élections municipales de 2021 en Montérégie dans la municipalité régionale de comté du Haut-Richelieu.

## Clarenceville
|             | Élection (2017)                                                                  | Dissolution (2021)                                                       | Élection (2021)                                                                      |
| Maire       | Renée Rouleau                                                                    | Serge Beaudoin                                                           | Serge Beaudoin                                                                       |
| Conseillers | Gérald Grenon Serge Beaudoin Karine Beaudin Chad Whittaker Lyne Côté David Adams | Gérald Grenon Vacant Karine Beaudin Chad Whittaker Lyne Côté David Adams | Gérald Grenon Gaëtan Lafrance Karine Beaudin Chad Whittaker David Branch David Adams |

| Taux de participation :                | Taux de participation :                | Taux de participation :                | Taux de participation :                | Taux de participation :                | 30,5 % |
| Nombre de votes valides :              | Nombre de votes valides :              | Nombre de votes valides :              | Nombre de votes valides :              | Nombre de votes valides :              | 322    |
| Nombre de votes rejetées à la mairie : | Nombre de votes rejetées à la mairie : | Nombre de votes rejetées à la mairie : | Nombre de votes rejetées à la mairie : | Nombre de votes rejetées à la mairie : | 4      |
| Nombre d'électeurs inscrits :          | Nombre d'électeurs inscrits :          | Nombre d'électeurs inscrits :          | Nombre d'électeurs inscrits :          | Nombre d'électeurs inscrits :          | 1 070  |

| Candidats pour la mairie | Vote | %     |
| ------------------------ | ---- | ----- |
| Serge Beaudoin (Sortant) | 235  | 72,98 |
| Audrey Du Bois           | 87   | 27,02 |

| Candidats conseiller #1 | Vote            | %               |
| ----------------------- | --------------- | --------------- |
| Gérald Grenon (Sortant) | Sans opposition | Sans opposition |

| Candidats conseiller #2 | Vote            | %               |
| ----------------------- | --------------- | --------------- |
| Gaëtan Lafrance         | Sans opposition | Sans opposition |

| Candidats conseiller #3   | Vote            | %               |
| ------------------------- | --------------- | --------------- |
| Karine Beaudin (Sortante) | Sans opposition | Sans opposition |

| Candidats conseiller #4  | Vote            | %               |
| ------------------------ | --------------- | --------------- |
| Chad Whittaker (Sortant) | Sans opposition | Sans opposition |

| Candidats conseiller #5 | Vote            | %               |
| ----------------------- | --------------- | --------------- |
| David Branch            | Sans opposition | Sans opposition |

| Candidats conseiller #6 | Vote            | %               |
| ----------------------- | --------------- | --------------- |
| David Adams (Sortant)   | Sans opposition | Sans opposition |

## Henryville
|             | Élection (2017)                                                                             | Dissolution (2021)                                                                          | Élection (2021)                                                                       |
| Maire       | Danielle Charbonneau                                                                        | Danielle Charbonneau                                                                        | Danielle Charbonneau                                                                  |
| Conseillers | Patrick Wenning Isabelle Deland Léo Choquette Jean-Sébastien Roy Valérie Lafond Michel Lord | Patrick Wenning Isabelle Deland Léo Choquette Jean-Sébastien Roy Valérie Lafond Michel Lord | Patrick Wenning Josiane Fabry Léo Choquette André Raymond Maxime Partenza Michel Lord |

| Taux de participation :                | Taux de participation :                | Taux de participation :                | Taux de participation :                | Taux de participation :                | 53,1 % |
| Nombre de votes valides :              | Nombre de votes valides :              | Nombre de votes valides :              | Nombre de votes valides :              | Nombre de votes valides :              | 611    |
| Nombre de votes rejetées à la mairie : | Nombre de votes rejetées à la mairie : | Nombre de votes rejetées à la mairie : | Nombre de votes rejetées à la mairie : | Nombre de votes rejetées à la mairie : | 12     |
| Nombre d'électeurs inscrits :          | Nombre d'électeurs inscrits :          | Nombre d'électeurs inscrits :          | Nombre d'électeurs inscrits :          | Nombre d'électeurs inscrits :          | 1 173  |

| Candidats pour la mairie        | Vote | %     |
| ------------------------------- | ---- | ----- |
| Danielle Charbonneau (Sortante) | 328  | 53,68 |
| Serges Lafrance                 | 283  | 46,32 |

| Candidats conseiller #1    | Vote | %     |
| -------------------------- | ---- | ----- |
| Patrick Wenning (Sortante) | 387  | 66,27 |
| Patrice Ferlatte           | 197  | 33,73 |

| Candidats conseiller #2 | Vote | %     |
| ----------------------- | ---- | ----- |
| Josiane Fabry           | 354  | 60,00 |
| Mario Forand            | 236  | 40,00 |

| Candidats conseiller #3 | Vote | %     |
| ----------------------- | ---- | ----- |
| Léo Choquette (Sortant) | 412  | 70,91 |
| Robert Bélanger         | 169  | 29,09 |

| Candidats conseiller #4 | Vote | %     |
| ----------------------- | ---- | ----- |
| André Raymond           | 342  | 58,06 |
| Louis Deschamps         | 247  | 41,94 |

| Candidats conseiller #5 | Vote | %     |
| ----------------------- | ---- | ----- |
| Maxime Partenza         | 354  | 61,25 |
| Antonio Flocco          | 224  | 38,75 |

| Candidats conseiller #6 | Vote            | %               |
| ----------------------- | --------------- | --------------- |
| Michel Lord (Sortant)   | Sans opposition | Sans opposition |

## Lacolle
|             | Élection (2017)                                                                           | Dissolution (2021)                                                                      | Élection (2021)                                                                                   |
| Maire       | Jacques Lemaistre-Caron                                                                   | Jacques Lemaistre-Caron                                                                 | Jacques Lemaistre-Caron                                                                           |
| Conseillers | Patrice Deneault Martin Émond Suzanne Lacroix Guy Lamirande Angie Gendron Nicole Paquette | Patrice Deneault Martin Émond Suzanne Lacroix Nancy Sorel Angie Gendron Nicole Paquette | Patrice Deneault Martin Farrar Deguire Suzanne Lacroix Nancy Sorel David Arseneault Eric Barrière |

| Partis | Partis           | Candidats pour la mairie          | Vote            | %               |
| ------ | ---------------- | --------------------------------- | --------------- | --------------- |
|        | Équipe Lemaistre | Jacques Lemaistre-Caron (Sortant) | Sans opposition | Sans opposition |

| Partis | Partis           | Candidats conseiller #1    | Vote            | %               |
| ------ | ---------------- | -------------------------- | --------------- | --------------- |
|        | Équipe Lemaistre | Patrice Deneault (Sortant) | Sans opposition | Sans opposition |

| Partis | Partis           | Candidats conseiller #2 | Vote | %     |
| ------ | ---------------- | ----------------------- | ---- | ----- |
|        | Équipe Lemaistre | Martin Farrar Deguire   | 278  | 54,40 |
|        | Indépendant      | Herman Rioux            | 233  | 45,60 |

| Partis | Partis           | Candidats conseiller #3    | Vote            | %               |
| ------ | ---------------- | -------------------------- | --------------- | --------------- |
|        | Équipe Lemaistre | Suzanne Lacroix (Sortante) | Sans opposition | Sans opposition |

| Partis | Partis           | Candidats conseiller #4 | Vote            | %               |
| ------ | ---------------- | ----------------------- | --------------- | --------------- |
|        | Équipe Lemaistre | Nancy Sorel (Sortante)  | Sans opposition | Sans opposition |

| Partis | Partis           | Candidats conseiller #5 | Vote            | %               |
| ------ | ---------------- | ----------------------- | --------------- | --------------- |
|        | Équipe Lemaistre | David Arseneault        | Sans opposition | Sans opposition |

| Partis | Partis           | Candidats conseiller #6 | Vote            | %               |
| ------ | ---------------- | ----------------------- | --------------- | --------------- |
|        | Équipe Lemaistre | Eric Barrière           | Sans opposition | Sans opposition |

## Mont-Saint-Grégoire
|             | Élection (2017)                                                                                     | Dissolution (2021)                                                                            | Élection (2021)                                                                          |
| Maire       | Suzanne Boulais                                                                                     | Suzanne Boulais                                                                               | Suzanne Boulais                                                                          |
| Conseillers | Daniel Bonneau Patrick Barry Pascal Plante-Hébert Jonathan Brisebois Kevin Patenaude Pierre Asselin | Daniel Bonneau Patrick Barry Pascal Plante-Hébert Lisa Collard Kevin Patenaude Pierre Asselin | Julie Robert Patrick Barry Claudia Drogue Lisa Collard Kevin Patenaude Karine St-Germain |

| Candidats pour la mairie   | Vote            | %               |
| -------------------------- | --------------- | --------------- |
| Suzanne Boulais (Sortante) | Sans opposition | Sans opposition |

| Candidats conseiller #1  | Vote | %     |
| ------------------------ | ---- | ----- |
| Julie Robert             | 473  | 73,68 |
| Daniel Bonneau (Sortant) | 169  | 26,32 |

| Candidats conseiller #2 | Vote            | %               |
| ----------------------- | --------------- | --------------- |
| Patrick Barry (Sortant) | Sans opposition | Sans opposition |

| Candidats conseiller #3 | Vote | %     |
| ----------------------- | ---- | ----- |
| Claudia Drogue          | 475  | 76,61 |
| François Joubert        | 145  | 23,39 |

| Candidats conseiller #4 | Vote            | %               |
| ----------------------- | --------------- | --------------- |
| Lisa Collard (Sortante) | Sans opposition | Sans opposition |

| Candidats conseiller #5   | Vote            | %               |
| ------------------------- | --------------- | --------------- |
| Kevin Patenaude (Sortant) | Sans opposition | Sans opposition |

| Candidats conseiller #6 | Vote            | %               |
| ----------------------- | --------------- | --------------- |
| Karine St-Germain       | Sans opposition | Sans opposition |

## Noyan
|             | Élection (2017)                                                                        | Dissolution (2021)                                                                     | Élection (2021)                                                                                     |
| Maire       | Réal Ryan                                                                              | Réal Ryan                                                                              | Réal Ryan                                                                                           |
| Conseillers | Owen MacCallum Nathan Kaiser Sonia Chiasson Mélissa Gushue Randy R. Smith Connie Bleau | Owen MacCallum Nathan Kaiser Sonia Chiasson Mélissa Gushue Randy R. Smith Connie Bleau | Owen MacCallum Nathan Kaiser Sonia Chiasson Mélissa Gushue Randy R. Smith Marie-Christine Lafforgue |

| Candidats pour la mairie | Vote            | %               |
| ------------------------ | --------------- | --------------- |
| Réal Ryan (Sortant)      | Sans opposition | Sans opposition |

| Candidats conseiller #1  | Vote            | %               |
| ------------------------ | --------------- | --------------- |
| Owen MacCallum (Sortant) | Sans opposition | Sans opposition |

| Candidats conseiller #2 | Vote            | %               |
| ----------------------- | --------------- | --------------- |
| Nathan Kaiser (Sortant) | Sans opposition | Sans opposition |

| Candidats conseiller #3   | Vote            | %               |
| ------------------------- | --------------- | --------------- |
| Sonia Chiasson (Sortante) | Sans opposition | Sans opposition |

| Candidats conseiller #4   | Vote            | %               |
| ------------------------- | --------------- | --------------- |
| Mélissa Gushue (Sortante) | Sans opposition | Sans opposition |

| Candidats conseiller #5  | Vote            | %               |
| ------------------------ | --------------- | --------------- |
| Randy R. Smith (Sortant) | Sans opposition | Sans opposition |

| Candidats conseiller #6   | Vote | %     |
| ------------------------- | ---- | ----- |
| Marie-Christine Lafforgue | 154  | 79,38 |
| Nicholas Magash           | 40   | 20,62 |

## Saint-Alexandre
|             | Élection (2017)                                                                                             | Dissolution (2021)                                                                                           | Élection (2021) |
| Maire       | Luc Mercier                                                                                                 | Luc Mercier                                                                                                  | Yves Barrette |
| Conseillers | Yves Barrette Stéphane Vézina Bernard Rousselle Florent Raymond Catherine Cardinal Jean-François Berthiaume | Yves Barrette Stéphane Vézina Bernard Rousselle Florent Raymond Marie-Eve Denicourt Jean-François Berthiaume | Julie Vadeboncoeur Stéphane Vézina Anne-Sylvie Forney Florent Raymond Marie-Eve Denicourt Jean-François Berthiaume |

| Candidats pour la mairie                 | Vote            | %               |
| ---------------------------------------- | --------------- | --------------- |
| Yves Barrette (Sortant d'un autre poste) | Sans opposition | Sans opposition |

| Candidats conseiller #1 | Vote            | %               |
| ----------------------- | --------------- | --------------- |
| Julie Vadeboncoeur      | Sans opposition | Sans opposition |

| Candidats conseiller #2   | Vote            | %               |
| ------------------------- | --------------- | --------------- |
| Stephane Vézina (Sortant) | Sans opposition | Sans opposition |

| Candidats conseiller #3  | Vote | %     |
| ------------------------ | ---- | ----- |
| Anne-Sylvie Forney       | 256  | 56,14 |
| Mathilde Ostiguy Duplain | 200  | 43,86 |

| Candidats conseiller #4   | Vote            | %               |
| ------------------------- | --------------- | --------------- |
| Florent Raymond (Sortant) | Sans opposition | Sans opposition |

| Candidats conseiller #5        | Vote            | %               |
| ------------------------------ | --------------- | --------------- |
| Marie-Eve Denicourt (Sortante) | Sans opposition | Sans opposition |

| Candidats conseiller #6            | Vote            | %               |
| ---------------------------------- | --------------- | --------------- |
| Jean-François Berthiaume (Sortant) | Sans opposition | Sans opposition |

## Saint-Blaise-sur-Richelieu
|             | Élection (2017)                                                                           | Dissolution (2021)                                                                        | Élection (2021)                                                                                       |
| Maire       | Jacques Desmarais                                                                         | Jacques Desmarais                                                                         | Sylvain Raymond                                                                                       |
| Conseillers | Ronald Girardin Julie Brosseau Sylvain Raymond Éric Lachance Jules Bergeron Alain Gaucher | Ronald Girardin Julie Brosseau Sylvain Raymond Éric Lachance Jules Bergeron Alain Gaucher | Laurence Hamel Éric Lachance Sylvain Raymond Alexandre Desrochers Jade Choinière-Pinard Alain Gaucher |

| Taux de participation :                | Taux de participation :                | Taux de participation :                | Taux de participation :                | Taux de participation :                | 50,2 % |
| Nombre de votes valides :              | Nombre de votes valides :              | Nombre de votes valides :              | Nombre de votes valides :              | Nombre de votes valides :              | 835    |
| Nombre de votes rejetées à la mairie : | Nombre de votes rejetées à la mairie : | Nombre de votes rejetées à la mairie : | Nombre de votes rejetées à la mairie : | Nombre de votes rejetées à la mairie : | 9      |
| Nombre d'électeurs inscrits :          | Nombre d'électeurs inscrits :          | Nombre d'électeurs inscrits :          | Nombre d'électeurs inscrits :          | Nombre d'électeurs inscrits :          | 1 681  |

| Partis | Partis          | Candidats pour la mairie                   | Vote | %     |
| ------ | --------------- | ------------------------------------------ | ---- | ----- |
|        | Équipe Raymond  | Sylvain Raymond (Sortant d'un autre poste) | 399  | 47,78 |
|        | Équipe Brosseau | Julie Brosseau (Sortante d'un autre poste) | 368  | 44,07 |
|        | Indépendant     | Gérard Bisaillon                           | 68   | 8,14  |

| Partis | Partis          | Candidats conseiller #1 | Vote | %     |
| ------ | --------------- | ----------------------- | ---- | ----- |
|        | Équipe Raymond  | Laurence Hamel          | 444  | 53,95 |
|        | Équipe Brosseau | Patrick Khoury          | 379  | 46,05 |

| Partis | Partis          | Candidats conseiller #2                   | Vote | %     |
| ------ | --------------- | ----------------------------------------- | ---- | ----- |
|        | Équipe Raymond  | Éric Lachance (Sortante d'un autre poste) | 451  | 54,67 |
|        | Équipe Brosseau | Marie-Pier Dubois                         | 374  | 45,33 |

| Partis | Partis          | Candidats conseiller #3 | Vote | %     |
| ------ | --------------- | ----------------------- | ---- | ----- |
|        | Équipe Raymond  | Alexandre Desrochers    | 413  | 50,24 |
|        | Équipe Brosseau | Éric Desparois          | 409  | 49,76 |

| Partis | Partis          | Candidats conseiller #4 | Vote | %     |
| ------ | --------------- | ----------------------- | ---- | ----- |
|        | Équipe Raymond  | Bruno Paquette          | 453  | 55,24 |
|        | Équipe Brosseau | Danny Guillemette       | 367  | 44,76 |

| Partis | Partis          | Candidats conseiller #5 | Vote | %     |
| ------ | --------------- | ----------------------- | ---- | ----- |
|        | Équipe Raymond  | Jade Choinière-Pinard   | 454  | 55,23 |
|        | Équipe Brosseau | Francine Renaud         | 368  | 44,77 |

| Partis | Partis         | Candidats conseiller #6 | Vote | %     |
| ------ | -------------- | ----------------------- | ---- | ----- |
|        | Indépendant    | Alain Gaucher (Sortant) | 490  | 60,64 |
|        | Équipe Raymond | Patrick Landry          | 318  | 39,36 |

## Saint-Paul-de-l'Île-aux-Noix
|             | Élection (2017)                                                                            | Dissolution (2021)                                                                         | Élection (2021)                                                                                    |
| Maire       | Claude Leroux                                                                              | Claude Leroux                                                                              | Denis Thomas                                                                                       |
| Conseillers | Pierre Bisaillon Marc Chalifoux Carol Rivard Léo Quenneville France Desroches Denis Thomas | Pierre Bisaillon Marc Chalifoux Carol Rivard Léo Quenneville France Desroches Denis Thomas | Pierre Bisaillon Marc Chalifoux Gabrielle Ménard-Audet Sébastien Yelle Michèle Soucy Sylvain Hamel |

| Taux de participation :                | Taux de participation :                | Taux de participation :                | Taux de participation :                | Taux de participation :                | 47,6 % |
| Nombre de votes valides :              | Nombre de votes valides :              | Nombre de votes valides :              | Nombre de votes valides :              | Nombre de votes valides :              | 869    |
| Nombre de votes rejetées à la mairie : | Nombre de votes rejetées à la mairie : | Nombre de votes rejetées à la mairie : | Nombre de votes rejetées à la mairie : | Nombre de votes rejetées à la mairie : | 6      |
| Nombre d'électeurs inscrits :          | Nombre d'électeurs inscrits :          | Nombre d'électeurs inscrits :          | Nombre d'électeurs inscrits :          | Nombre d'électeurs inscrits :          | 1 839  |

| Candidats poste pour la mairie          | Vote | %     |
| --------------------------------------- | ---- | ----- |
| Denis Thomas (Sortant d'un autre poste) | 428  | 49,25 |
| Daniel Lamanque                         | 243  | 27,96 |
| Robert Labrie                           | 198  | 22,78 |

| Candidats conseiller #1    | Vote            | %               |
| -------------------------- | --------------- | --------------- |
| Pierre Bisaillon (Sortant) | Sans opposition | Sans opposition |

| Candidats conseiller #2  | Vote            | %               |
| ------------------------ | --------------- | --------------- |
| Marc Chalifoux (Sortant) | Sans opposition | Sans opposition |

| Candidats conseiller #3 | Vote            | %               |
| ----------------------- | --------------- | --------------- |
| Gabrielle Ménard-Audet  | Sans opposition | Sans opposition |

| Candidats conseiller #4 | Vote | %     |
| ----------------------- | ---- | ----- |
| Sébastien Yelle         | 612  | 75,46 |
| Daniel Ramos            | 199  | 24,54 |

| Candidats conseiller #5     | Vote | %     |
| --------------------------- | ---- | ----- |
| Michèle Soucy               | 469  | 56,64 |
| France Desroches (Sortante) | 359  | 43,36 |

| Candidats conseiller #6 | Vote | %     |
| ----------------------- | ---- | ----- |
| Sylvain Hamel           | 425  | 52,02 |
| Denis Baker             | 392  | 47,98 |

- Démission de Michèle Soucy, conseillère #5, le 12 mai 2023[1].

- Élection de Sonia Tarditi au poste de conseillère #5 le 12 novembre 2023[2],[3]..

| Candidats conseiller #5 | Vote        | %     |
| ----------------------- | ----------- | ----- |
| Sonia Tarditi           | 135         | 39,94 |
| Nathalie Tremblay       | 111         | 32,84 |
| Denis Baker             | 59          | 17,46 |
| Benoit Chatelois        | 20          | 5,92  |
| Rosaire Drouin          | 13          | 3,85  |
| Bulletins rejetés       | 2           |       |
| Taux de participation   | 340 / 1 855 | 18,33 |

## Saint-Sébastien
|             | Élection (2017)                                                                                     | Dissolution (2021)                                                                                  | Élection (2021)                                                                                           |
| Maire       | Martin Thibert                                                                                      | Martin Thibert                                                                                      | Martin Thibert                                                                                            |
| Conseillers | Michel Bonneville Mark Handschin Jean-Charles Fournier Francis Lamarre Michel Morin Édith Lamoureux | Michel Bonneville Mark Handschin Jean-Charles Fournier Francis Lamarre Michel Morin Édith Lamoureux | Michel Bonneville Jonathan Bolduc-Dufour Emmanuelle Prud'homme Francis Lamarre Lyne Morin Édith Lamoureux |

| Taux de participation :                | Taux de participation :                | Taux de participation :                | Taux de participation :                | Taux de participation :                | 58,2 % |
| Nombre de votes valides :              | Nombre de votes valides :              | Nombre de votes valides :              | Nombre de votes valides :              | Nombre de votes valides :              | 313    |
| Nombre de votes rejetées à la mairie : | Nombre de votes rejetées à la mairie : | Nombre de votes rejetées à la mairie : | Nombre de votes rejetées à la mairie : | Nombre de votes rejetées à la mairie : | 5      |
| Nombre d'électeurs inscrits :          | Nombre d'électeurs inscrits :          | Nombre d'électeurs inscrits :          | Nombre d'électeurs inscrits :          | Nombre d'électeurs inscrits :          | 546    |

| Candidats pour la mairie | Vote | %     |
| ------------------------ | ---- | ----- |
| Martin Thibert (Sortant) | 149  | 47,60 |
| Guylaine Bellisle        | 143  | 45,69 |
| Jean Marc Charest        | 21   | 6,71  |

| Candidats conseiller #1     | Vote | %     |
| --------------------------- | ---- | ----- |
| Michel Bonneville (Sortant) | 176  | 57,14 |
| Charles Krans               | 132  | 42,86 |

| Candidats conseiller #2 | Vote            | %               |
| ----------------------- | --------------- | --------------- |
| Jonathan Bolduc-Dufour  | Sans opposition | Sans opposition |

| Candidats conseiller #3 | Vote            | %               |
| ----------------------- | --------------- | --------------- |
| Emmanuelle Prud'homme   | Sans opposition | Sans opposition |

| Candidats conseiller #4   | Vote            | %               |
| ------------------------- | --------------- | --------------- |
| Francis Lamarre (Sortant) | Sans opposition | Sans opposition |

| Candidats conseiller #5 | Vote            | %               |
| ----------------------- | --------------- | --------------- |
| Lyne Morin              | Sans opposition | Sans opposition |

| Candidats conseiller #6    | Vote            | %               |
| -------------------------- | --------------- | --------------- |
| Edith Lamoureux (Sortante) | Sans opposition | Sans opposition |

## Saint-Valentin
|             | Élection (2017)                                                                             | Dissolution (2021)                                                                          | Élection (2021)                                                                           |
| Maire       | Pierre Chamberland                                                                          | Pierre Chamberland                                                                          | Pierre Chamberland                                                                        |
| Conseillers | Robert Van Wijk Nicole Lussier Michelle Richer Paolo Girard Luc Van Velzen Pierre Vallières | Robert Van Wijk Nicole Lussier Michelle Richer Paolo Girard Luc Van Velzen Pierre Vallières | Gaétan Fortin Nicole Lussier Michelle Richer Paolo Girard Luc Van Velzen Pierre Vallières |

| Candidats pour la mairie     | Vote            | %               |
| ---------------------------- | --------------- | --------------- |
| Pierre Chamberland (Sortant) | Sans opposition | Sans opposition |

| Candidats conseiller #1 | Vote            | %               |
| ----------------------- | --------------- | --------------- |
| Gaétan Fortin           | Sans opposition | Sans opposition |

| Candidats conseiller #2   | Vote            | %               |
| ------------------------- | --------------- | --------------- |
| Nicole Lussier (Sortante) | Sans opposition | Sans opposition |

| Candidats conseiller #3    | Vote            | %               |
| -------------------------- | --------------- | --------------- |
| Michelle Richer (Sortante) | Sans opposition | Sans opposition |

| Candidats conseiller #4 | Vote            | %               |
| ----------------------- | --------------- | --------------- |
| Paolo Girard (Sortant)  | Sans opposition | Sans opposition |

| Candidats conseiller #5  | Vote            | %               |
| ------------------------ | --------------- | --------------- |
| Luc Van Velzen (Sortant) | Sans opposition | Sans opposition |

| Candidats conseiller #6    | Vote            | %               |
| -------------------------- | --------------- | --------------- |
| Pierre Vallières (Sortant) | Sans opposition | Sans opposition |

## Sainte-Anne-de-Sabrevois
|             | Élection (2017)                                                                                             | Dissolution (2021)                                                                                          | Élection (2021)                                                                                  |
| Maire       | Jacques Lavallée                                                                                            | Jacques Lavallée                                                                                            | Jacques Lavallée                                                                                 |
| Conseillers | Micheline Lebel Nathalie Bonneville Frédéric Bélisle Guy Chamberland Mikaëlle Rolland-Lamothe Yvan Bessette | Micheline Lebel Nathalie Bonneville Frédéric Bélisle Guy Chamberland Mikaëlle Rolland-Lamothe Yvan Bessette | Sophie Baril Nathalie Bonneville Geneviève Girard Martin Carrier Jacques Malouin Karine Clouâtre |

| Taux de participation :                | Taux de participation :                | Taux de participation :                | Taux de participation :                | Taux de participation :                | 43,0 % |
| Nombre de votes valides :              | Nombre de votes valides :              | Nombre de votes valides :              | Nombre de votes valides :              | Nombre de votes valides :              | 711    |
| Nombre de votes rejetées à la mairie : | Nombre de votes rejetées à la mairie : | Nombre de votes rejetées à la mairie : | Nombre de votes rejetées à la mairie : | Nombre de votes rejetées à la mairie : | 8      |
| Nombre d'électeurs inscrits :          | Nombre d'électeurs inscrits :          | Nombre d'électeurs inscrits :          | Nombre d'électeurs inscrits :          | Nombre d'électeurs inscrits :          | 1 673  |

| Partis | Partis                  | Candidats pour la mairie                   | Vote | %     |
| ------ | ----------------------- | ------------------------------------------ | ---- | ----- |
|        | Équipe Jacques Lavallée | Jacques Lavallée (Sortant)                 | 370  | 52,02 |
|        | Équipe Chamberland      | Guy Chamberland (Sortant d'un autre poste) | 341  | 47,96 |

| Partis | Partis                  | Candidats conseiller #1 | Vote | %     |
| ------ | ----------------------- | ----------------------- | ---- | ----- |
|        | Équipe Chamberland      | Sophie Baril            | 359  | 50,85 |
|        | Équipe Jacques Lavallée | Marc Bernard            | 347  | 49,15 |

| Partis | Partis                  | Candidats conseiller #2        | Vote | %     |
| ------ | ----------------------- | ------------------------------ | ---- | ----- |
|        | Équipe Chamberland      | Nathalie Bonneville (Sortante) | 371  | 53,15 |
|        | Équipe Jacques Lavallée | Teresa Gagnon                  | 327  | 46,85 |

| Partis | Partis                  | Candidats conseiller #3 | Vote | %     |
| ------ | ----------------------- | ----------------------- | ---- | ----- |
|        | Équipe Chamberland      | Geneviève Girard        | 351  | 50,29 |
|        | Équipe Jacques Lavallée | Catherine Gosselin      | 347  | 49,71 |

| Partis | Partis                  | Candidats conseiller #4 | Vote | %     |
| ------ | ----------------------- | ----------------------- | ---- | ----- |
|        | Équipe Jacques Lavallée | Martin Carrier          | 388  | 54,80 |
|        | Équipe Chamberland      | Anthony Dussault        | 320  | 45,20 |

| Partis | Partis                  | Candidats conseiller #5     | Vote | %     |
| ------ | ----------------------- | --------------------------- | ---- | ----- |
|        | Équipe Jacques Lavallée | Jacques Malouin             | 373  | 52,98 |
|        | Équipe Chamberland      | Mikaëlle Rolland (Sortante) | 331  | 47,02 |

| Partis | Partis                  | Candidats conseiller #6 | Vote | %     |
| ------ | ----------------------- | ----------------------- | ---- | ----- |
|        | Équipe Jacques Lavallée | Karine Clouâtre         | 392  | 55,76 |
|        | Équipe Chamberland      | Zacharie Robert         | 311  | 44,24 |

## Sainte-Brigide-d'Iberville
|             | Élection (2017)                                                                                   | Dissolution (2021)                                                                                | Élection (2021)                                                                                    |
| Maire       | Patrick Bonvouloir                                                                                | Patrick Bonvouloir                                                                                | Patrick Bonvouloir                                                                                 |
| Conseillers | Gaétan Coutu Claude Vasseur Jean-Philippe Cuénoud Clément Brisson Mario Daigneault Luc Daigneault | Gaétan Coutu Claude Vasseur Jean-Philippe Cuénoud Clément Brisson Mario Daigneault Luc Daigneault | Michel Lemaire Claude Vasseur Jean-Philippe Cuénoud Annie Soutière Mario Daigneault Luc Daigneault |

| Taux de participation :                | Taux de participation :                | Taux de participation :                | Taux de participation :                | Taux de participation :                | 47,5 % |
| Nombre de votes valides :              | Nombre de votes valides :              | Nombre de votes valides :              | Nombre de votes valides :              | Nombre de votes valides :              | 518    |
| Nombre de votes rejetées à la mairie : | Nombre de votes rejetées à la mairie : | Nombre de votes rejetées à la mairie : | Nombre de votes rejetées à la mairie : | Nombre de votes rejetées à la mairie : | 6      |
| Nombre d'électeurs inscrits :          | Nombre d'électeurs inscrits :          | Nombre d'électeurs inscrits :          | Nombre d'électeurs inscrits :          | Nombre d'électeurs inscrits :          | 1 103  |

| Candidats pour la mairie     | Vote | %     |
| ---------------------------- | ---- | ----- |
| Patrick Bonvouloir (Sortant) | 281  | 54,25 |
| Mario van Rossum             | 237  | 45,75 |

| Candidats conseiller #1 | Vote | %     |
| ----------------------- | ---- | ----- |
| Michel Lemaire          | 261  | 51,48 |
| Gaétan Coutu (Sortant)  | 246  | 48,52 |

| Candidats conseiller #2  | Vote | %     |
| ------------------------ | ---- | ----- |
| Claude Vasseur (Sortant) | 301  | 59,60 |
| Maxime Lasnier           | 204  | 40,40 |

| Candidats conseiller #3         | Vote            | %               |
| ------------------------------- | --------------- | --------------- |
| Jean-Philippe Cuénoud (Sortant) | Sans opposition | Sans opposition |

| Candidats conseiller #4 | Vote | %     |
| ----------------------- | ---- | ----- |
| Annie Soutière          | 327  | 64,37 |
| Philippe Aeschlimann    | 181  | 35,63 |

| Candidats conseiller #5    | Vote            | %               |
| -------------------------- | --------------- | --------------- |
| Mario Daigneault (Sortant) | Sans opposition | Sans opposition |

| Candidats conseiller #6  | Vote            | %               |
| ------------------------ | --------------- | --------------- |
| Luc Daigneault (Sortant) | Sans opposition | Sans opposition |

- Démission de Patrick Bonvouloir, maire, avant la séance du 3 avril 2023[4]. Michel Lemaire, conseiller #1, exerce la fonction de maire suppléant pendant l'intérim[4].

- Élection de Mario van Rossum au poste de maire le 9 juillet 2023[5].

| Candidats pour la mairie | Vote | %     |
| ------------------------ | ---- | ----- |
| Mario van Rossum         | 190  | ''n/d |
| Clément Brisson          | 180  | n/d   |
| Gaétan Coutu             | 54   | n/d   |
| Dominique Allain         | 10   | n/d   |

## Venise-en-Québec
|             | Élection (2017)                                                                        | Dissolution (2021)                                                                      | Élection (2021)                                                                            |
| Maire       | Jacques Landry                                                                         | Jacques Landry                                                                          | Raymond Paquette                                                                           |
| Conseillers | Raymond Paquette Johnny Izzi Maryline Gagnon Michel Vanier Gérard Bouthot Alain Paquin | Raymond Paquette Johnny Izzi Steve Robitaille Michel Vanier Gérard Bouthot Alain Paquin | Pierre Lamoureux Johnny Izzi Steve Robitaille Marielle Gervais Mélanie Ménard Alain Paquin |

| Partis | Partis                    | Candidats pour la mairie                    | Vote            | %               |
| ------ | ------------------------- | ------------------------------------------- | --------------- | --------------- |
|        | Équipe Vision Venise 2030 | Raymond Paquette (Sortant d'un autre poste) | Sans opposition | Sans opposition |

| Partis | Partis                    | Candidats conseiller #1 | Vote            | %               |
| ------ | ------------------------- | ----------------------- | --------------- | --------------- |
|        | Équipe Vision Venise 2030 | Pierre Lamoureux        | Sans opposition | Sans opposition |

| Partis | Partis                    | Candidats conseiller #2 | Vote            | %               |
| ------ | ------------------------- | ----------------------- | --------------- | --------------- |
|        | Équipe Vision Venise 2030 | Johnny Izzi (Sortant)   | Sans opposition | Sans opposition |

| Partis | Partis                    | Candidats conseiller #3    | Vote            | %               |
| ------ | ------------------------- | -------------------------- | --------------- | --------------- |
|        | Équipe Vision Venise 2030 | Steve Robitaille (Sortant) | Sans opposition | Sans opposition |

| Partis | Partis                    | Candidats conseiller #4 | Vote            | %               |
| ------ | ------------------------- | ----------------------- | --------------- | --------------- |
|        | Équipe Vision Venise 2030 | Marielle Gervais        | Sans opposition | Sans opposition |

| Partis | Partis                    | Candidats conseiller #5 | Vote            | %               |
| ------ | ------------------------- | ----------------------- | --------------- | --------------- |
|        | Équipe Vision Venise 2030 | Mélanie Ménard          | Sans opposition | Sans opposition |

| Partis | Partis                    | Candidats conseiller #6 | Vote            | %               |
| ------ | ------------------------- | ----------------------- | --------------- | --------------- |
|        | Équipe Vision Venise 2030 | Alain Paquin (Sortant)  | Sans opposition | Sans opposition |